# Poletne olimpijske igre 1968
Poletne olimpijske igre 1968 (uradno XIX. olimpijada moderne dobe) so bile poletne olimpijske igre, ki so potekale leta 1968 v Ciudad de Méxicu v Mehiki. Druge gostiteljske kandidatke so bile: Detroit, ZDA; Lyon, Francija in Buenos Aires, Argentina.